# Ravne (Ajdovščina)
Ravne (Duits: Raunach) is een plaats in Slovenië en maakt deel uit van de gemeente Ajdovščina in de NUTS-3-regio Goriška. De plaats telde 142 inwoners op 1 januari 2020.